# Hembygdsgård
Een hembygdsgård (uitspraakⓘ) is in Zweden een klein plaatselijk openluchtmuseum. Letterlijk betekent het woord thuisdorpsboerderij. Vaak staan in een hembydsgård agrarische gebouwen, zoals boerenwoonhuizen, stallen en voorraadschuurtjes, maar ook gebouwen als winkeltjes, werkplaatsen of een postkantoor zijn mogelijk.
Meestal wordt een hembygdsgård beheerd door een plaatselijke heemkundevereniging, soms met steun van de gemeente. Volgens de overkoepelende organisatie van deze verenigingen zijn er in Zweden ongeveer 1400 hembygdsgårdar (ter vergelijking: er zijn 1940 plaatsen (tätorter)). De huisjes in een hembygdsgård komen in het algemeen uit de naaste omgeving. Omdat de meeste gebouwen van hout zijn, is het gemakkelijk ze naar een hembygdsgård over te brengen. Veel gebouwen hebben ook een historische inrichting. Ook zijn er verzamelingen historische werktuigen in ondergebracht.
Midzomervieringen, kerstvieringen en bruiloften vinden plaats in hembygdgårdar. Geschiedkundige studiekringen komen er bijeen.

## De heemkundebeweging in Zweden
De heemkunde werd in Zweden sterk gestimuleerd door de oprichting van het nationale openluchtmuseum Skansen in Stockholm in 1891. Na de Ontbinding van de unie tussen Noorwegen en Zweden in 1905 begonnen de plaatselijke heemkundeverenigingen als paddenstoelen uit de grond te schieten. Het Nederlands Openluchtmuseum, opgericht in 1912, geopend in 1918, was afgekeken van Scandinavische voorbeelden. In 2007 was de grootste heemkundevereniging in Zweden die van Karlskrona met 3643 leden.

## Voorbeelden

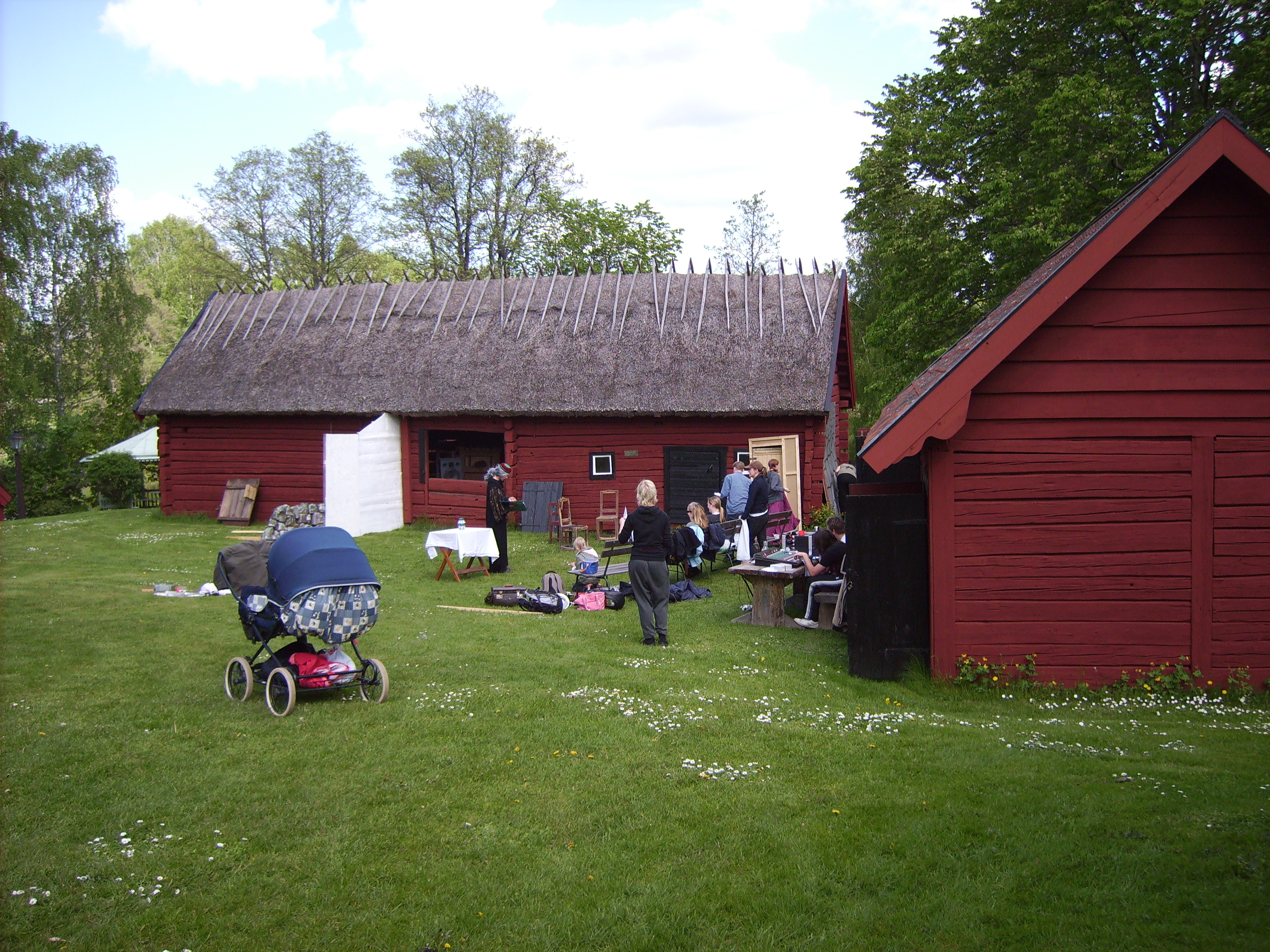
Mjölby
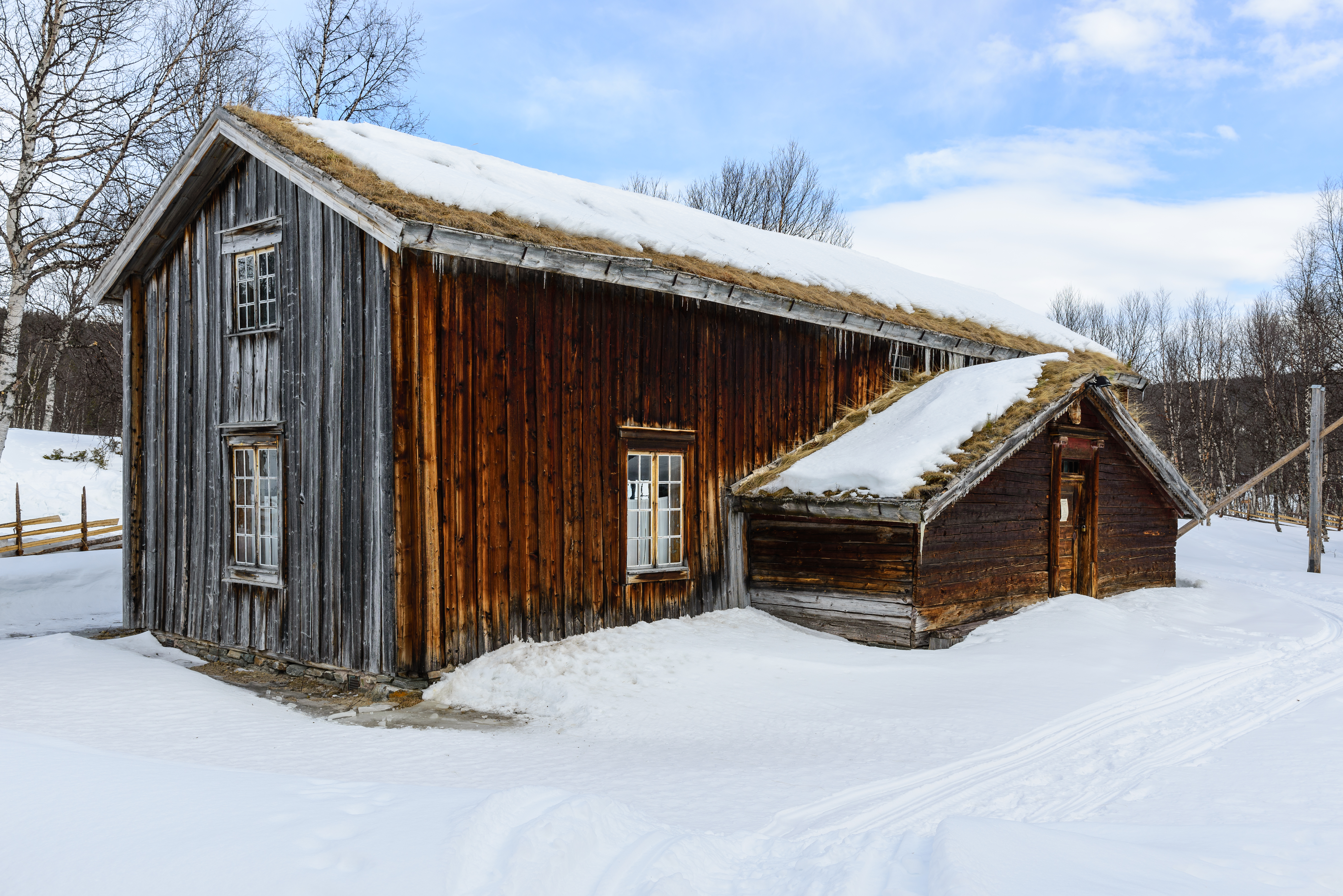
Ljungdalen
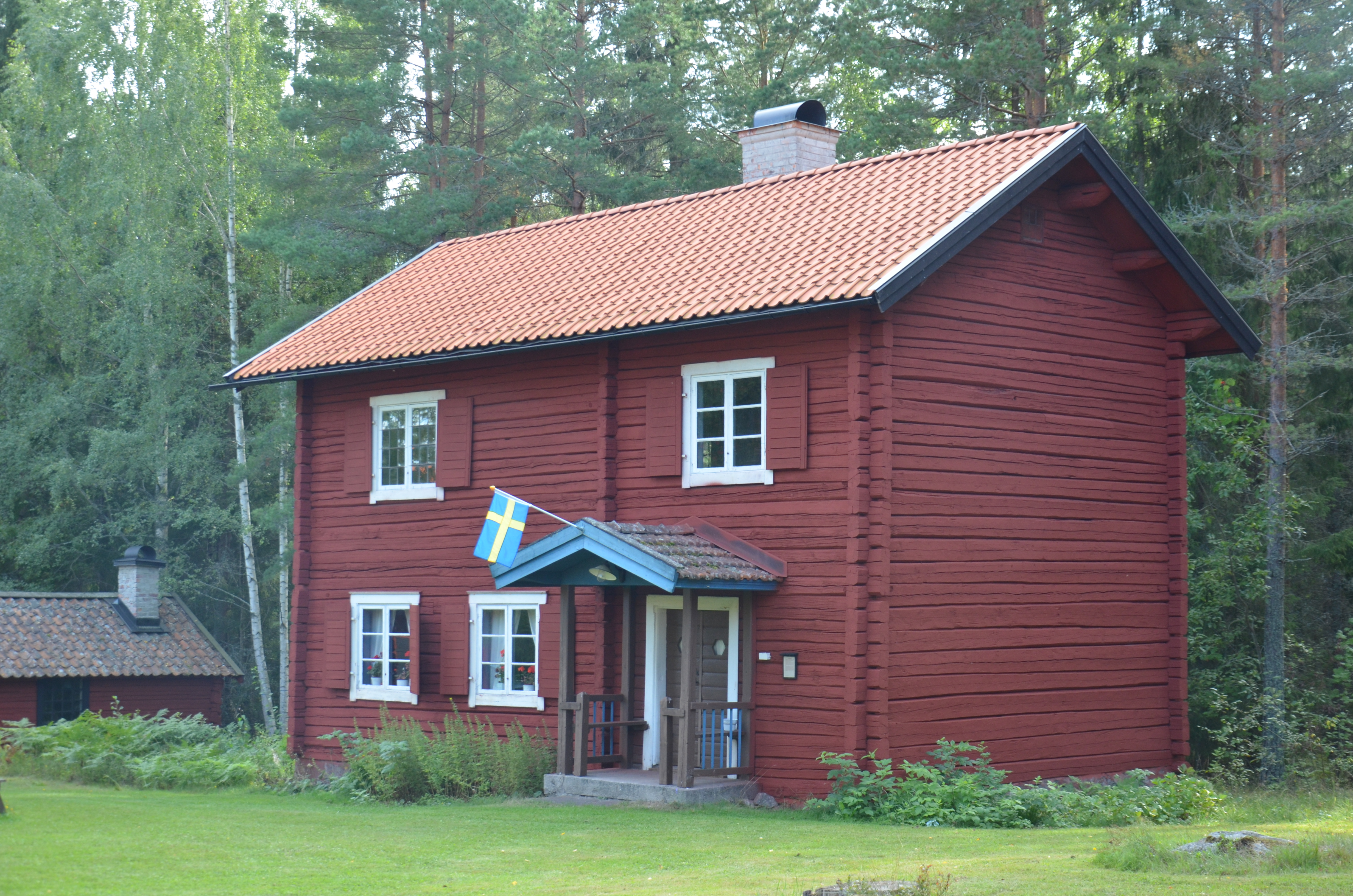
Västervåla, gemeente Fagersta